# 克龙斯莫尔
克龙斯莫尔是德国石勒苏益格－荷尔斯泰因州的一个市镇。总面积6.05平方公里，总人口183人，其中男性89人，女性94人（2011年12月31日），人口密度30人/平方公里。